# Бетелин, Владимир Борисович
Влади́мир Бори́сович Бете́лин (род. 8 августа 1946, Кинешма Ивановской области) — советский и российский специалист в области информационных технологий. Академик РАН (2003; член-корреспондент с 1997 года); член Президиума РАН. Директор, а с 2016 года — научный руководитель Научно-исследовательского института системных исследований РАН, вице-президент РНЦ «Курчатовский институт». Доктор физико-математических наук (1986), профессор МГУ (1991).
Главными направлениями научной деятельности являются теория и практика разработки инструментальных систем программного обеспечения, систем интерактивной машинной графики и геометрического моделирования, а также программных систем машиностроительных САПР.
Является совладельцем конструкторского бюро «Корунд-М», которое занимается производством вычислительной техники, в том числе для оборонной промышленности России. В 2018 году, после смерти совладельца компании Александра Ставицкого, Бетелин ведёт судебное разбирательство со вдовой Ставицкого. В ходе конфликта в апреле 2020 г. Объединённая комиссия по этике РСПП объявила его неблагонадёжным корпоративным партнёром.

## Биография
Владимир Борисович Бетелин родился 8 августа 1946 года в Кинешме. Его воспитывали мать — врач-стоматолог Муза Владимировна Бетелина (урождённая Козлова, 1921 года рождения), и отчим — инженер-конструктор Борис Алексеевич Бетелин (1918—2001), вошедший в семью в 1950 году. Окончил среднюю школу № 320 г. Москвы.
В 1964 году, не пройдя по конкурсу на дневной мехмат МГУ, поступил на вечерний мехмат. Там он отучился два года, после чего был (с потерей курса) переведён на дневной мехмат. Во время обучения на вечернем мехмате работал в вычислительном центре ФИАН, где имел дело с ЭВМ М-20 и программировал на Алголе 60.
В 1993 году Владимир Бетелин начал развивать собственный бизнес — конструкторское бюро «Корунд-М». В 2011 году партнером Бетелина и исполнительным директором компании стал его друг Александр Ставицкий. Он получил 50-процентную долю в бизнесе Бетелина. С 2011 по 2015 год Александр Ставицкий разработал всю действующую продуктовую линейку компании. За эти 5 лет выручка ООО «Корунд-М» составила более 2 млрд рублей.  После смерти Александра Ставицкого в 2017 году, акции бюро «Корунд-М» унаследовала его вдова Раевская Бэлла Евгеньевна. В 2018 году Владимир Бетелин подал в суд на вдову Ставицкого, чтобы расторгнуть договор с ее скончавшимся супругом. По словам Бетелина, Александр Ставицкий так и не оплатил 50 % акций «Корунд-М». В декабре 2018 года арбитражный суд Москвы не удовлетворил требования Бетелина, сославшись на истечение срока давности претензий и недостаток доказательств. Кроме того, суд увидел в иске признаки злоупотребления правом, т. к. Бетелин не востребовал долг при жизни контрагента Ставицкого, а сделал это лишь через 2 года после его смерти. По словам Бетелина, его и Ставицкого связывала 30-летняя дружба, поэтому он не спешил брать оплату за сделку. Иск Бетелина не был удовлетворен тремя судебными инстанциями, решение суда уже вступило в законную силу. Суды отказали Бетелину и в другом иске — о взыскании с Раевской 81 миллиона дивидендов, которые получил Ставицкий.
В ноябре 2019 года В. Бетелин попросил ГК «Ростех» войти в капитал его бизнеса из-за, по его словам, «попыток рейдерского захвата». Ранее он начал судиться с одной из компаний «Альфа-Групп», принадлежащей Михаилу Фридману.

### Работа на мехмате МГУ
В 1970 году В. Б. Бетелин окончил механико-математический факультет МГУ (выпускник кафедры вычислительной математики). После окончания университета год проработал в НИИ автоматики и приборостроения (т. е. в Центре Н. А. Пилюгина). Вернувшись на мехмат, до 1986 года работал в Лаборатории вычислительных методов кафедры общих проблем управления мехмата МГУ и преподавал на этой кафедре.
Вокруг В. Б. Бетелина в 1970-е гг. сложилась неформальная группа из молодых преподавателей и студентов мехмата, объединённых интересом к системному программированию (группа Бетелина). На встречах участников группы обсуждались новейшие результаты в данной области, включая вопросы методологии структурного и объектно-ориентированного программирования и технологии создания компиляторов (восходящий и нисходящий синтаксический анализ, семантический анализ, генерация кода, организация структур данных, хеширование и др.).
Именно в ходе таких обсуждений В. Б. Бетелин, в частности, в конце 1970-х гг. предложил понятие «исполнителя» как один из способов реализации концепции объектно-ориентированного программирования. А. Г. Кушниренко и Г. В. Лебедев, активные участники группы, вскоре с успехом положили данное понятие в основу своих курсов информатики для старшеклассников и студентов-математиков (позднее на базе этих курсов были изданы известные учебники информатики).
Первой разработкой группы Бетелина, получившей практическое применение, стала мониторная система АСФОР — автоматизированная программная система, предназначенная для ускоренного выполнения студенческих заданий в пакетном режиме. В реализации данной системы участвовал первый состав группы: С. Е. Базаева, А. В. Васильев, В. В. Левитин, Н. В. Осадченко, А. С. Смирнов. Система включала трансляторы с языка Ассемблера ЕС ЭВМ и языка программирования Фортран IV, а также средства архивации и отладки. Она отличалась высокой производительностью и была внедрена в ряде советских вузов (МГУ, МЭИ, МИСиС и др.).
Позднее под руководством В. Б. Бетелина была создана и внедрена в эксплуатацию система ЭКСПРЕСС — специализированная многотерминальная диалоговая система для компьютеров серии ЕС ЭВМ. Данная система, использовавшаяся преимущественно для выполнения заданий студенческого практикума, обеспечивала в пакетном и диалоговом режимах архивацию и редактирование исходных текстов программ на языке Фортран IV, компиляцию и выполнение данных программ, хранение результатов счёта и ведение учётной документации. По сравнению с стандартными средствами ДОС ЕС и ОС ЕС система ЭКСПРЕСС обладала высокой пропускной способностью и расширенной диагностикой ошибок.
В 1980-е гг. В. Б. Бетелин руководит разработкой специального программного обеспечения практикумов по программированию и ряду математических дисциплин, которое предоставляло для студентов возможность диалогового взаимодействия с ЭВМ в терминах объектов изучаемой дисциплины. Реализованная в результате этих работ система диалогового доступа к учебным пакетам прикладных программ по алгебре, дифференциальным уравнениям, математической статистике и другим дисциплинам для СМ ЭВМ эксплуатировалась в МГУ, МЭИ, МФТИ, МГПИ и других вузах.
Работой над системой ЭКСПРЕСС и созданием лабораторных практикумов занимался уже второй состав группы Бетелина: Г. В. Лебедев, Г. В. Маслов, А. А. Веденов и В. А. Груздев (составлявшие «костяк» группы на этом этапе её существования), а также М. А. Исаев, А. И. Мурашкин, С. Е. Богомолов, А. А. и Г. А. Прилипко и др.
В 1981 году В. Б. Бетелин защитил диссертацию на степень кандидата физико-математических наук (Научный руководитель — В. С. Штаркман). С 1984 по 1986 год возглавлял также лабораторию Научного совета по комплексной проблеме «Кибернетика» АН СССР.

### Работа в ИАП АН СССР
В 1986 году В. Б. Бетелин защищает докторскую диссертацию и переходит на должность заместителя директора по научной работе в Институт автоматизации проектирования АН СССР. С 1989 по 1990 годы исполнял обязанности директора института. В 1980-е гг. В. Б. Бетелин
разработал методологию и технологию создания программно-аппаратных комплексов машиностроительных систем автоматизированного программирования; под его руководством были созданы и внедрены на Производственном объединении «ЗИЛ» основные программные компоненты машиностроительных САПР, включая системы геометрического моделирования двумерных и трёхмерных объектов, поверхностей сложной формы, а также подсистемы интерактивной машинной графики, обеспечивающие визуализацию результатов моделирования, и средства подготовки графической и текстовой документации. Общий объём всего комплекса программ превышал 1 млн строк на языке Фортран.
Тогда же под его руководством на базе 32-разрядных микропроцессоров с операционной системой UNIX было создано и внедрено на ПО «ЗИЛ» семейство графических рабочих станций «Беста» (название происходит от соединения фамилий В. Б. Бетелина и А. И. Ставицкого, который, возглавляя на ЗИЛе бюро инженерных расчётов, руководил реализацией проекта со стороны ЗИЛа). Выпуск установочной партии таких станций состоялся в марте 1989 года, а в 1990 году их было произведено уже свыше тысячи. Всего же выпущено было около 2500 рабочих станций «Беста», которые длительное время использовались в составе различных российских АСУ. По своим характеристикам данные станции были вполне сопоставимы с современными им рабочими станциями компании «Sun Microsystems» и отличались высокой надёжностью.

### Работа в НИИСИ РАН
В 1990—2015 годах В. Б. Бетелин являлся директором Научно-исследовательского института системных исследований РАН, где под его руководством проведён большой цикл исследований, связанных с разработкой методологии и технологии создания программно-аппаратных комплексов для решения задач в реальном времени при работе в жёстких условиях эксплуатации, создано и внедрено в серийное производство семейство современных ЭВМ специального назначения. С 1997 года также занимает должность директора в Институте микротехнологий РНЦ «Курчатовский институт»; с 2005 года — вице-директор РНЦ «Курчатовский институт».
В 1991 году В. Б. Бетелину было присвоено учёное звание профессора.
30 мая 1997 года избран членом-корреспондентом РАН, а 22 мая 2003 года — действительным членом (по Отделению нанотехнологий и информационных технологий). В. Б. Бетелин — один из решительных противников попыток фактической ликвидации Российской академии наук, предпринятых некоторыми чиновниками.
В противовес либеральной модели технологического и экономического развития страны на основе идеи глобальных массовых рынков и стратегии «двойного сокращения» (т. е. сокращения времени жизни производимого продукта и сокращения сроков разработки нового продукта с новыми возможностями) В. Б. Бетелин отстаивает модель развития страны на основе «глобальных рынков долгоживущих изделий высокой надёжности и готовности», что предполагает ориентацию прежде всего на продукцию таких стратегических отраслей, как аэрокосмическая индустрия, тяжёлое, энергетическое и транспортное машиностроение, атомную промышленность, судостроение, оборонно-промышленный комплекс. Продажа этой дорогостоящей продукции на мировом рынке способна обеспечить финансовые потоки, достаточные для устойчивого социально-экономического развития страны; при этом основной задачей отечественной отрасли IT-технологий должно быть стимулирование технологического развития перечисленных стратегических отраслей и удовлетворение потребностей внутреннего национального высокотехнологичного рынка.
С 1 марта 2009 года В. Б. Бетелин по совместительству является заведующим межфакультетской Кафедрой высокопроизводительных вычислений МГУ имени М. В. Ломоносова (образована 28 ноября 2008 года). Подготовил 1 доктора и 8 кандидатов наук.
С 2010 года — член Консультативного научного совета Фонда «Сколково».
В 2016 году конференцией научных работников НИИСИ РАН выбран на должность научного руководителя института.
В. Б. Бетелин является членом Президиума Российской академии наук, членом бюро Отделения нанотехнологий и информационных технологий РАН, членом экспертной комиссии Министерства образования и науки РФ по направлению «Информационно-телекоммуникационные системы и технологии». Он — главный редактор журнала «Вестник кибернетики», заместитель главного редактора журнала «Информационные технологии и вычислительные системы», член редколлегий журналов «Фундаментальная и прикладная математика» и «Вопросы атомной науки и техники. Серия: Математическое моделирование физических процессов».

## Научные достижения
В. Б. Бетелин является специалистом в области информационных технологий и автоматизации программирования. Им сделан значительный вклад в развитие теории и практики разработки систем инструментального программного обеспечения, интерактивной машинной графики, вычислительной геометрии и геометрического моделирования, программных средств машиностроительных САПР.
К числу основных научных достижений академика В. Б. Бетелина относятся разработанные под его руководством:
- концептуальная модель программной системы, основанная не на текстовом представлении, а на её семантических конструкциях[5];
- семейство первых отечественных графических рабочих станций «Беста»[34];
- российская информационно-безопасная аппаратно-программная платформа «Багет»[35];
- российские субмикронные 32- и 64-разрядные микропроцессоры с RISC-архитектурой[35];
- субмикронные СБИС и российская операционная система реального времени — ОС РВ «Багет»[36];
- средства автоматизации разработки прикладных программ, российская технологическая линия по производству СБИС с субмикронными проектными нормами 0,5/0,35/0,25 мкм[35].

Под научным руководством В. Б. Бетелина в 2010–2012 годах был реализован проект «Развитие суперкомпьютерных и грид-технологий» (осуществлялся в интересах атомной энергетики, ракетно-космической, авиационной и автомобильной отраслей), в ходе которого разработан ряд отечественных компактных супер-ЭВМ производительностью от 1 до 5 Тфлопс. В период с 2010 по 2015 годы российским промышленным компаниям было поставлено около 130 супер-ЭВМ такого класса.
В. Б. Бетелин является автором и соавтором более 150 научных работ (включая 10 монографий). Под его научным руководством подготовлены 1 доктор и 8 кандидатов наук.

## Награды
Лауреат Государственной премии РФ, награждён медалью ордена «За заслуги перед Отечеством» II степени (1999), орденом Дружбы и орденом Почёта (2017), орденом Александра Невского (2024).

## Публикации

### Отдельные издания
- Бетелин В. Б., Базаева С. Е., Левитин В. В., Осадченко Н. В., Смирнов А. С.  Мониторная система «АСФОР». Концепции и  возможности: Препринт ИПМ № 17. — М.: ИПМ АН СССР, 1976. — 58 с.
- Бетелин В. Б.  Мониторная система АСФОР. Командный язык. Командная система: Препринт ИПМ № 49. — М.: ИПМ АН СССР, 1978. — 51 с.
- Бетелин В. Б., Исаев М. А., Смирнов А. С.  Шаговой компилятор с языка ФОРТРАН для ЕС ЭВМ: Инструкция пользователя. — М.: ИПМ АН СССР, 1979. — 16 с.
- Применение диалоговых форм при использовании ЭВМ в учебном процессе / Бетелин В. Б., Богомолов С. Е., Мосалов Г. И. и др. — М.: Моск. ин-т стали и сплавов, 1982. — 48 с.
- Практикум по программированию / Бахвалов Н. С., Бетелин А. Б., Бетелин В. Б. и др. Под ред. Н. С. Бахвалова, А. В. Михалёва. — М.: Изд-во Моск. ун-та, 1986. — 208 с.
- Бетелин В. Б., Богомолов С. Е., Мурашкин А. И.  Многотерминальная диалоговая система ЭКСПРЕСС для ЕС ЭВМ. Практикум по программированию. — М.: Изд-во Моск. ун-та, 1987. — 87 с.
- Бетелин В. Б., Грюнталь А. И.  Методы параметризации геометрических объектов. — М.: Научный совет по комплексной проблеме «Кибернетика» АН СССР, 1987. — 56 с.
- Бетелин В. Б.  Системы автоматизации труда программиста. — М.: Наука, 1990. — 176 с. — (Библиотечка программиста). — ISBN 5-02-014379-0.
- Технология разработки диалоговых графических систем / Базаева С. Е., Бетелин В. Б., Грюнталь А. И., Романюк С. Г. Отв. ред. Е. П. Велихов. — М.: НИИСИ РАН, 1992. — 207 с. — ISBN 5-02-006885-3.
- Распознавание, нейросети, виртуальная реальность / Под ред. В. Б. Бетелина. — М.: Научный совет по комплексной проблеме «Кибернетика» РАН, 1997. — 154 с. (недоступная ссылка)
- Средства разработки внутреннего программного обеспечения. Микроэлектроника. Перепрограммируемые системы / Под ред. В. Б. Бетелина. — М.: Научный совет по комплексной проблеме «Кибернетика» РАН, 1999. — 129 с. — (Вопросы кибернетики).

### Статьи
- Бетелин В. Б., Галатенко В. А., Годунов А. Н., Грюнталь А. И.  Анализ информационной безопасности систем на платформе ОС РВ «Багет» // Безопасность информационных технологий. — 2002. — № 4. — С. 65—72.
- Бетелин В. Б., Велихов Е. П., Кушниренко А. Г.  Массовые суперкомпьютерные технологии — основа конкурентоспособности национальной экономики в XXI веке // Информационные технологии и вычислительные системы. — 2007. — № 2. — С. 3—10.
- Велихов Е. П., Бетелин В. Б.  Промышленность, инновации, образование и наука в Российской Федерации // Вестник Российской академии наук. — 2008. — Т. 78, № 6. — С. 500—508.
- Бетелин В. Б., Бобков С. Г., Краснюк А. А., Осипенко П. Н., Стенин В. Я., Черкасов И. Г., Чумаков А. И., Яненко А. В.  Перспективы использования субмикронных КМОП СБИС в сбоеустойчивой аппаратуре, работающей под воздействием атмосферных нейтронов // III Всероссийская научно-техническая конференция «Проблемы разработки перспективных микро- и наноэлектронных систем». Сборник научных трудов / Под общ. ред. А. Л. Стемпковского. — М.: ИППМ РАН, 2008. — 560 с. — С. 256—259.
- Бетелин В. Б.  Суперкомпьютерные технологии — основа социально-экономического развития России XXI века // Инновации. — 2010. — № 4. — С. 22—30.
- Betelin V. B., Kushnirenko A. G., Nerchenko V. A., Nikitin V. F., Smirnov N. N.  Spray injection and ignition in a heated chamber modeling // WSEAS Transactions on Fluid Mechanics. — 2011. — Vol. 6, N 3. — P. 147—159.
- Белоцерковский О. М., Бетелин В. Б., Борисевич В. Д., Денисенко В. В., Ериклинцев И. В., Козлов С. А., Конюхов А. В., Опарин А. М., Трошкин О. В.  К теории противотока во вращающемся вязком теплопроводном газе // Журнал вычислительной математики и математической физики. — 2011. — Т. 51, № 2. — С. 222—236.
- Бетелин В. Б.  Фундаментальные проблемы использования супер-ЭВМ петафлопного класса для детального предсказательного моделирования в научных и инженерных исследованиях // Вестник РФФИ. — 2012. — № 1. — С. 65—72.
- Betelin V. B., Nikitin V. F., Altukhov D. I., Dushin V. R., Koo J.  Supercomputer modeling of hydrogen combustion in rocket engines // Acta Astronautica. — 2013. — Vol. 89. — P. 45—59.
- Бетелин В. Б., Галатенко В. А., Костюхин К. А.  Основные понятия контролируемого выполнения сложных систем. — М., 2013. — 32 с. — (Приложение к журналу «Информационные технологии», № 3 за 2013 г.).
- Бетелин В. Б.  О проблеме импортозамещения и альтернативной модели экономического развития России // Стратегические приоритеты. — 2016. — № 1 (9). — С. 11—21.